# Beaulieu-sous-Parthenay

Beaulieu-sous-Parthenay este o comună în departamentul Deux-Sèvres, Franța. În 2009 avea o populație de 657 de locuitori.